# Noelle: Jultomtens dotter
Noelle: Jultomtens dotter (originaltitel: Noelle) är en amerikansk julfilm med manus och regi av Marc Lawrence, producerad av Walt Disney Pictures och distribuerad av Walt Disney Studios Motion Pictures. I huvudrollen återfinns Anna Kendrick som jultomten Kris Kringles dotter Noelle Kringle och i övriga roller återfinns Bill Hader, Kingsley Ben-Adir, Billy Eichner, Julie Hagerty och Shirley MacLaine.
Filmen hade premiär på Disney+ den 12 november 2019.